# Église Saint-Joseph-le-Travailleur
L'église Saint-Joseph-le-Travailleur (en suédois : Sankt Josef Arbetarens kyrka) est une église catholique romaine située à Luleå dans le comté de Norrbotten en Suède,. 

## Description
L'édifice est situé à l'adresse Föreningsgatan 25, dans le quartier de Lövskatan à Luleå.
Elle appartient à la paroisse catholique de Sankt Josef Arbetaren du diocèse catholique de Stockholm.
L'extérieur de l'église rappelle à la fois une cabane en rondins et un bateau.
Le panneau à l'extérieur de l'église montre le logo de la congrégation, une image de saint Joseph l'Ouvrier.
L'église est l'église catholique la plus septentrionale de Suède.

## Histoire
La paroisse a été fondée en 1964 par des prêtres de l'ordre catholique des Missionnaires Oblats.
L'église a été consacrée en 1997 par l'évêque Hubertus Brandenburg. 
L'édifice a été conçu par Jan Höök et Sandor Fülep.